# Saint-Mars-sous-Ballon
Saint-Mars-sous-Ballon ist eine Commune déléguée in der französischen Gemeinde Ballon-Saint Mars mit 871 Einwohnern (Stand: 1. Januar 2018) im Département Sarthe in der Region Pays de la Loire. Die Einwohner werden Médardois genannt.
Die Gemeinde Saint-Mars-sous-Ballon wurde mit Wirkung vom 1. Januar 2016 mit der früheren Gemeinde Ballon zur Commune nouvelle Ballon-Saint Mars fusioniert. Die Gemeinde Saint-Mars-sous-Ballon gehörte zum Arrondissement Le Mans und zum Kanton Bonnétable (bis 2015: Kanton Ballon).

## Geographie
Saint-Mars-sous-Ballon liegt etwa 18 Kilometer nördlich von Le Mans am Orne Saosnoise im Norden. 

## Bevölkerungsentwicklung
| Jahr                       | 1962 | 1968 | 1975 | 1982 | 1990 | 1999 | 2006 | 2012 | 2018 |
| Einwohner                  | 833  | 734  | 680  | 629  | 548  | 622  | 804  | 846  | 871  |
| Quellen: Cassini und INSEE |      |      |      |      |      |      |      |      |      |

## Sehenswürdigkeiten

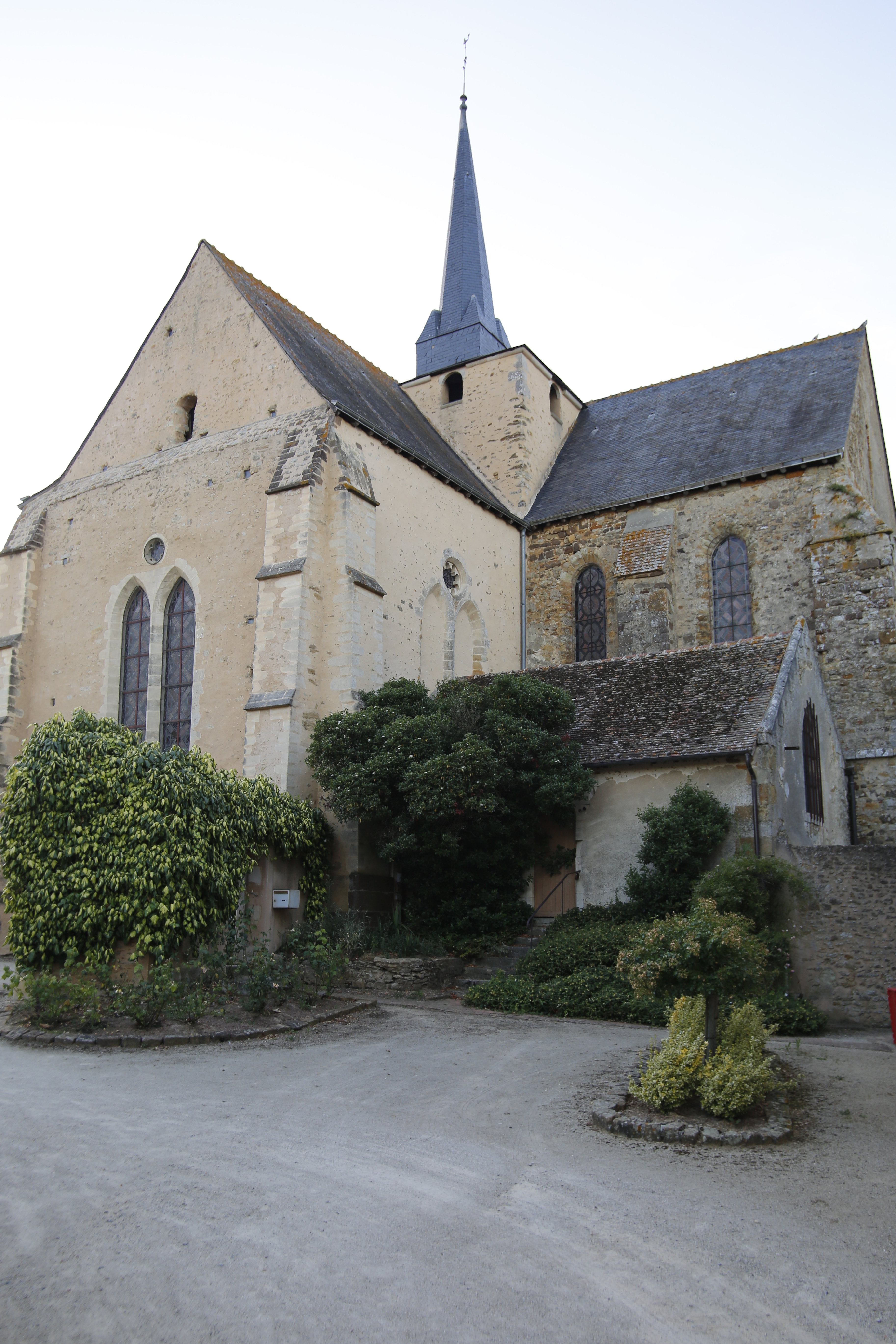
Kirche Saint-Médard

- Kirche Saint-Médard aus dem 13. Jahrhundert
- Mühle von Thouars
- Schloss Thouars aus dem 13. Jahrhundert